# Chi ha riportato Doruntina?
(incipit)
Chi ha riportato Doruntina? è un romanzo scritto da Ismail Kadare nell'anno 1980. È una delle opere di maggiore successo di tale autore.
Dal 1988, il libro è stato tradotto in inglese, francese, svedese, giapponese, norvegese ed altre lingue.

## Trama
La storia è ambientata nel Medioevo albanese, e il tema trattato è la besa, che nella cultura albanese è il senso dell'onore personale, da difendere in primo luogo con il mantenimento della promessa a qualsiasi costo e in ogni condizione. La vicenda attorno alla quale si incentra la narrazione è infatti presa da una leggenda tradizionale, la Leggenda di Costantino e Doruntina, il cui fine didascalico è, appunto, di sottolineare l'importanza cardinale della parola data (nella leggenda originale, infatti, Costantino emerge dal sepolcro per mantenere la parola data alla sorella Doruntina di ricondurla in patria); ma il romanzo viene ambientato nei giorni immediatamente successivi agli avvenimenti della leggenda, sotto forma di giallo, in cui viene narrata l'indagine condotta dall'investigatore Stres, incaricato di scoprire l'identità dell'uomo che aveva portato la fanciulla a casa, visto che il fratello, che lei ha creduto di aver riconosciuto, era morto tre anni prima. Stres, superando la confusione iniziale, cerca di fare luce sulla faccenda, e per lo più deve sbrigarsi per cambiare l'opinione pubblica, visto che le istituzioni religiose non avrebbero accettato una cosa simile. A complicare la vicenda, un venditore di icone maltese confessa sotto tortura di aver accompagnato la donna in cambio del suo amore, ma il suo racconto non regge, sotto le domande dell'investigatore. Mentre nella cittadina, tutti credono che a portarla sia stato Costantino, il fratello della bella Doruntina, il quale aveva promesso alla madre che le avrebbe fatto vedere sua figlia ogni volta che avrebbe desiderato.